# 木津川 (大阪市)
木津川（きづがわ）は、大阪府大阪市浪速区の町名。現行行政地名は木津川一丁目および木津川二丁目。

## 地理
浪速区の西端部に位置し、一丁目・二丁目共に西に大正区、一丁目の東に桜川、北に幸町、二丁目の東に浪速西、南に西成区、北東に久保吉と接している。

### 河川
- 木津川

## 歴史
- 1650年（慶安3年） 西成郡下難波村の木津川沿いの地が開墾され、西成郡西側町が成立。
- 1698年（元禄11年） 堀江新地の開発に伴い、西側町の南から難波島の東部にかけて西成郡材木置場が成立。
- 1699年（元禄12年） 木津川の流路を直線化するために難波島の中央部が開削され、もと難波島の東部が月正島となる。
- 1706年（宝永3年） 月正島の南端部に西成郡七瀬新田が成立。
- 1882年（明治15年） 材木置場を材木置場町に改称。
- 1889年（明治22年）4月1日 町村制施行により、西成郡難波村大字西側・材木置場となる。
- 1897年（明治30年）4月1日 大阪市へ編入され、南区難波大字西側・材木置場となる。
- 1900年（明治33年） 難波大字西側を木津川町1丁目、難波大字材木置場を木津川町2 - 3丁目に改称。
- 1925年（大正14年）4月1日 浪速区へ転属。
- 1967年（昭和42年） 西浜北通4丁目（もと七瀬新田）を木津川元町に改称。
- 1980年（昭和55年） 木津川町1 - 3丁目・木津川元町を木津川1 - 2丁目の現行行政地名に改編。

## 世帯数と人口
2019年（平成31年）3月31日現在の世帯数と人口は以下の通りである。
| 丁目         | 世帯数  | 人口  |
| ------------ | ------- | ----- |
| 木津川一丁目 | 368世帯 | 444人 |
| 木津川二丁目 | 93世帯  | 229人 |
| 計           | 461世帯 | 673人 |

### 人口の変遷
国勢調査による人口の推移。
| 1995年（平成7年）  | 966人 | [ 6 ]  |  |
| 2000年（平成12年） | 959人 | [ 7 ]  |  |
| 2005年（平成17年） | 694人 | [ 8 ]  |  |
| 2010年（平成22年） | 496人 | [ 9 ]  |  |
| 2015年（平成27年） | 588人 | [ 10 ] |  |

### 世帯数の変遷
国勢調査による世帯数の推移。
| 1995年（平成7年）  | 459世帯 | [ 6 ]  |  |
| 2000年（平成12年） | 547世帯 | [ 7 ]  |  |
| 2005年（平成17年） | 430世帯 | [ 8 ]  |  |
| 2010年（平成22年） | 338世帯 | [ 9 ]  |  |
| 2015年（平成27年） | 437世帯 | [ 10 ] |  |

## 事業所
2016年（平成28年）現在の経済センサス調査による事業所数と従業員数は以下の通りである。
| 丁目         | 事業所数 | 従業員数 |
| ------------ | -------- | -------- |
| 木津川一丁目 | 53事業所 | 448人    |
| 木津川二丁目 | 24事業所 | 244人    |
| 計           | 77事業所 | 692人    |

## 交通
- 千日前通

## 施設
- 大阪府立難波支援学校
- 大阪府立なにわ高等支援学校
- 大阪府立芦原高等職業技術専門校

## その他

### 日本郵便
- 〒556-0027[3]（集配局：浪速郵便局[12]）